# William J. Mackey
Compléments
Mackey est le fondateur et grand promoteur de l’éducation moderne au Bhoutan
William Joseph Mackey, né le 19 août 1915 à Montréal (Canada) et décédé le 18 octobre 1995, à Thimphou (Bhoutan), est un prêtre jésuite canadien, pédagogue et directeur de collège. Invité par le roi du Bhoutan en 1963 à organiser un système éducatif intégré dans le royaume himalayen il y fonde successivement deux collèges secondaires et la première institution universitaire moderne.
Devenu inspecteur général de l’éducation nationale il passe au Bhoutan le reste de sa vie, y recevant la citoyenneté bhoutanaise et le titre honorifique de ‘Fils du Bhoutan’.

## Biographie

### Jeunesse et formation
Troisième des cinq enfants d’Herbert Mackey et Catherine Murphy, William est né le 19 août 1915. Il termine ses études secondaires à la Loyola High School de Montréal. Attiré par une carrière sportive comme hockeyeur (sport où il excelle) il décide cependant d’entrer chez les jésuites. Il commence son noviciat à Guelph (Canada) le 4 août 1932.
Il suit alors le cours classique de la formation jésuite: deux ans d’études des langues classiques (1934-1936) et trois ans de philosophie (1936-1939), au scolasticat jésuite de Toronto. Après trois ans d’expérience apostolique au collège francophone Saint-Jean-de-Brébeuf à Montréal Mackey suit le cours de théologie aux facultés de l’immaculée conception à Montréal (1942-1946). Il est ordonné prêtre le 15 août 1945, par Mgr Joseph Charbonneau.

### Missionnaire en Inde
En 1946 Mackey fait partie du groupe de cinq pionniers, missionnaires jésuites canadiens, envoyés en Inde prendre la relève des jésuites belges dans le district de Darjeeling, à la frontière du Tibet et du Bhoutan. Quittant Halifax en décembre 1946 il débarque à Bombay en janvier 1947. Il passe un an à Kurseong pour y apprendre le Népali, langue en usage dans le district de Darjeeling. Sa formation jésuite se termine avec le Troisième An, l’année suivante, fait à Ranchi au Bihar.
Durant les quinze années qui suivent il est professeur ou directeur (ou les deux) dans l’un ou l’autre collège de la région de Darjeeling, tout en assurant d’autres services en paroisse ou comme supérieur des Jésuites de la région. D’abord à Saint-Alphonse (Kurseong) de 1948 à 1957, puis au collège Saint-Robert (Darjeeling), de 1958 à 1963. C’est durant cette dernière période qu’il a parmi ses élèves le futur roi du Bhoutan.
En 1962, l’invasion de la région par l’armée chinoise crée une grave crise. Le gouvernement Indien oblige les étrangers à quitter le district de Darjeeling. Mackey se retrouve à Jamshedpur comme secrétaire de l’évêque et professeur au collège de Loyola.

### Éducateur au Bhoutan
En 1963 le roi du Bhoutan, Jigme Wangchuck, invite les Jésuites à créer dans son pays un système éducatif intégré et complet. Il suggère le nom de Mackey. Le projet est accepté et en octobre 1963 William Mackey et James McCabe partent pour le Bhoutan. Le voyage, à dos de cheval, de la frontière indienne à la ville de Paro, leur prend une semaine. Ils pensent être les premiers jésuites à pénétrer ce petite royaume himalayen, mais un lama du monastère de Paro leur montre un document signalant le passage au monastère, en 1627, de deux jésuites, Estevao Cacella et Joao Cabral.
Reçus par le premier ministre les deux jésuites reçoivent le mandat d’établir un système éducatif moderne anglophone. Pour ce faire ils reçoivent entière liberté. Seule restriction: l’évangélisation directe leur est interdite, le pays étant profondément ancré dans la tradition bouddhiste.
Mackey décide de commencer par le plus difficile: il ouvre une école à Trashigang, gros bourg du Bhoutan oriental, partie la plus arriérée du pays. Non seulement doit-il recruter des professeurs, jésuites et autres. Il doit également recruter des élèves... L’idée de donner une éducation formelle aux enfants (et en anglais!) n’est pas acquise. Mackey fait de grandes tournées - à pied, à cheval ou à moto - passant de village en village, pour inciter les parents à envoyer leurs enfants au collège de Trashigang. Il s’acquiert la sympathie en témoignant un grand respect pour la culture et les coutumes des habitants. Il s’initie au tir à l'arc (sport national du Bhoutan) et n’hésite pas à s’inscrire à un concours ou l’autre. Le directeur-fondateur reste cinq ans à Trashigang.
En 1968 Mackey fonde un autre collège à Kanglung, également au Bhoutan oriental : le collège ‘Sherubtse’ (c'est-à-dire cime de connaissance), qui deviendra la première faculté pré-universitaire. En 1973 il se trouve à Khaling pour y fonder un troisième collège : le collège ‘Jigme Sherubling’ (espace de connaissance). Il y reste dix ans. Sa contribution à l’éducation nationale déjà considérable est appréciée. Les institutions fondées servent de modèles à d’autres qui naissent un peu partout. Il est connu dans le pays et reçoit (1973) des mains du roi le titre – exceptionnellement accordé à un étranger – de ‘Fils du Bhoutan’.

### Au ministère de l’éducation nationale
En 1983 il est appelé à Thimphu (ville devenue capitale du pays) pour y être le directeur du département du ‘Syllabus et manuels scolaires’ du ministère de l’éducation nationale. Il est inspecteur principal de l’éducation nationale en 1985. Comme inspecteur William Mackey, bien qu'ayant 70 ans, voyage à travers tout le pays, dans des conditions très difficiles. Souvent il est absent de Thimphu pour plusieurs semaines d’affilée. Par privilège spécial il occupe ce poste jusqu’en 1994 – il a alors 79 ans.
En 1985 le roi lui confère la citoyenneté bhoutanaise, un rare honneur, ce qui lui permet de rester au Bhoutan lorsqu’en 1989 l’ensemble du réseau scolaire créé par les Jésuites est repris par le gouvernement. Les jésuites doivent quitter le pays. William Mackey cependant, citoyen bhoutanais, reste et réside à Thimphu. Mackey a commenté : « nous avons tenté de faire en une dizaine d’années ce que l’Europe a fait en trois siècles : nous avons connu en dix ans la Renaissance, la Réforme, la Révolution française, la révolution industrielle, la révolution féminine, etc. Mais, au Bhoutan, j’ai autant reçu que donné. Religieusement et culturellement je me sens plus riche, grâce aux contacts avec les Bhoutanais. À beaucoup de points de vue je suis plus bhoutanais, bouddhiste et oriental qu’occidental, dans ma conception et mon approche de la vie ».

### Reconnaissance
Le 22 mai 1994, l’université de New-Brunswick (Canada) lui confère le titre de Docteur ès Lettres ‘Honoris Causa’. Ce sont des étudiants bhoutanais, anciens élèves de Mackey, inscrits pour études supérieures à la faculté de pédagogie de New-Brunswick qui font connaitre le jésuite aux autorités académiques... L’un d’eux dit : « Voir le père Mackey allumer quelques lampes à huile et célébrer la messe dans sa petite maison bhoutanaise est un témoignage de tout ce qui est bon et bien dans l’esprit humain ».
William J. Mackey meurt le 18 octobre 1995 à Thimphu. Le roi prend part à la veillée funèbre et rend un hommage personnel appuyé en offrant un Khata. La reine-mère accompagne le cortège funèbre de Thimphu à Phuntsholing (frontière indienne). La messe d’adieu est célébrée à Darjeeling le 20 octobre.